# Ornithogalum montanum
Ornithogalum montanum là một loài thực vật có hoa trong họ Măng tây. Loài này được Cirillo mô tả khoa học đầu tiên năm 1811.

## Hình ảnh

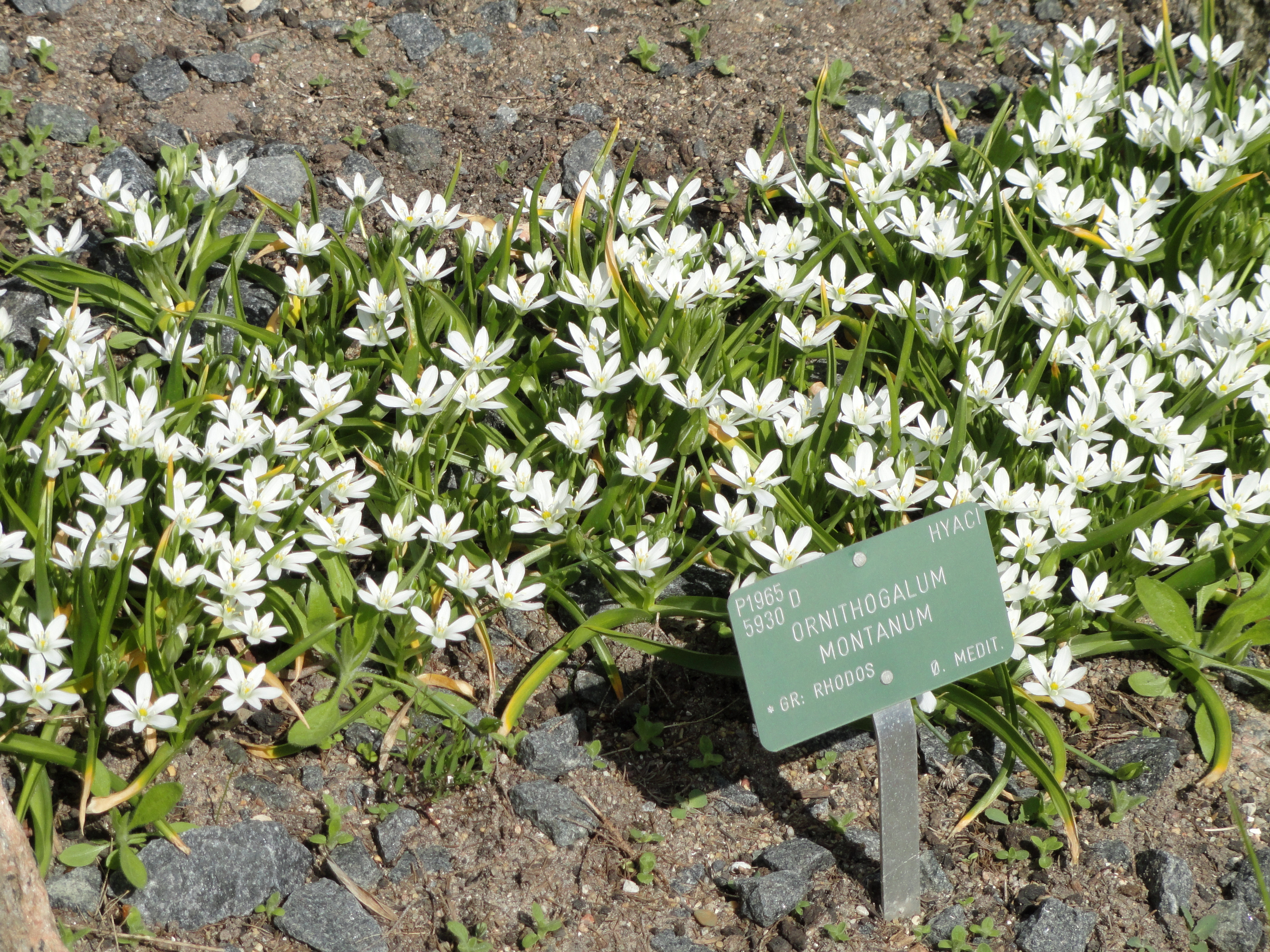
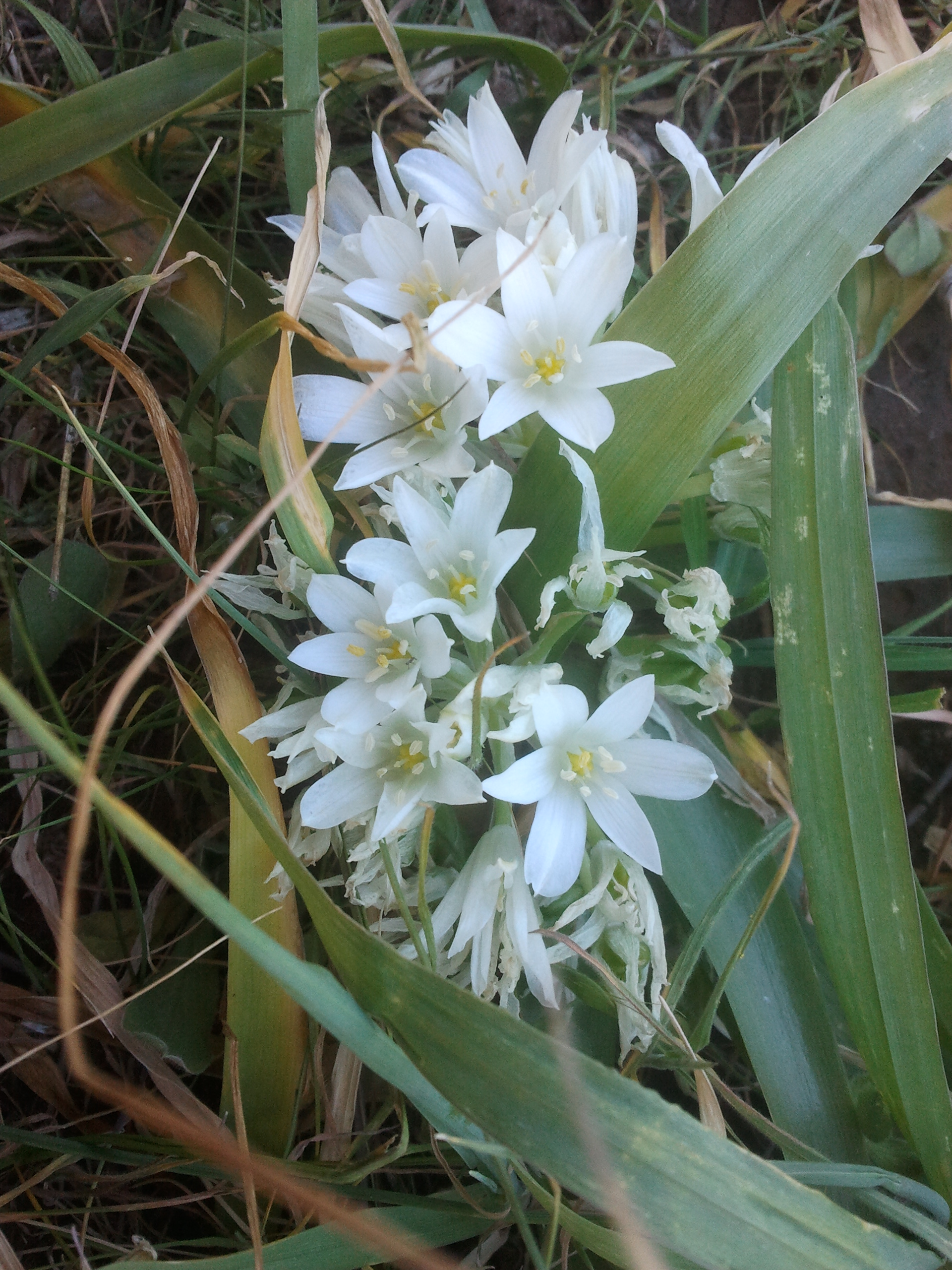
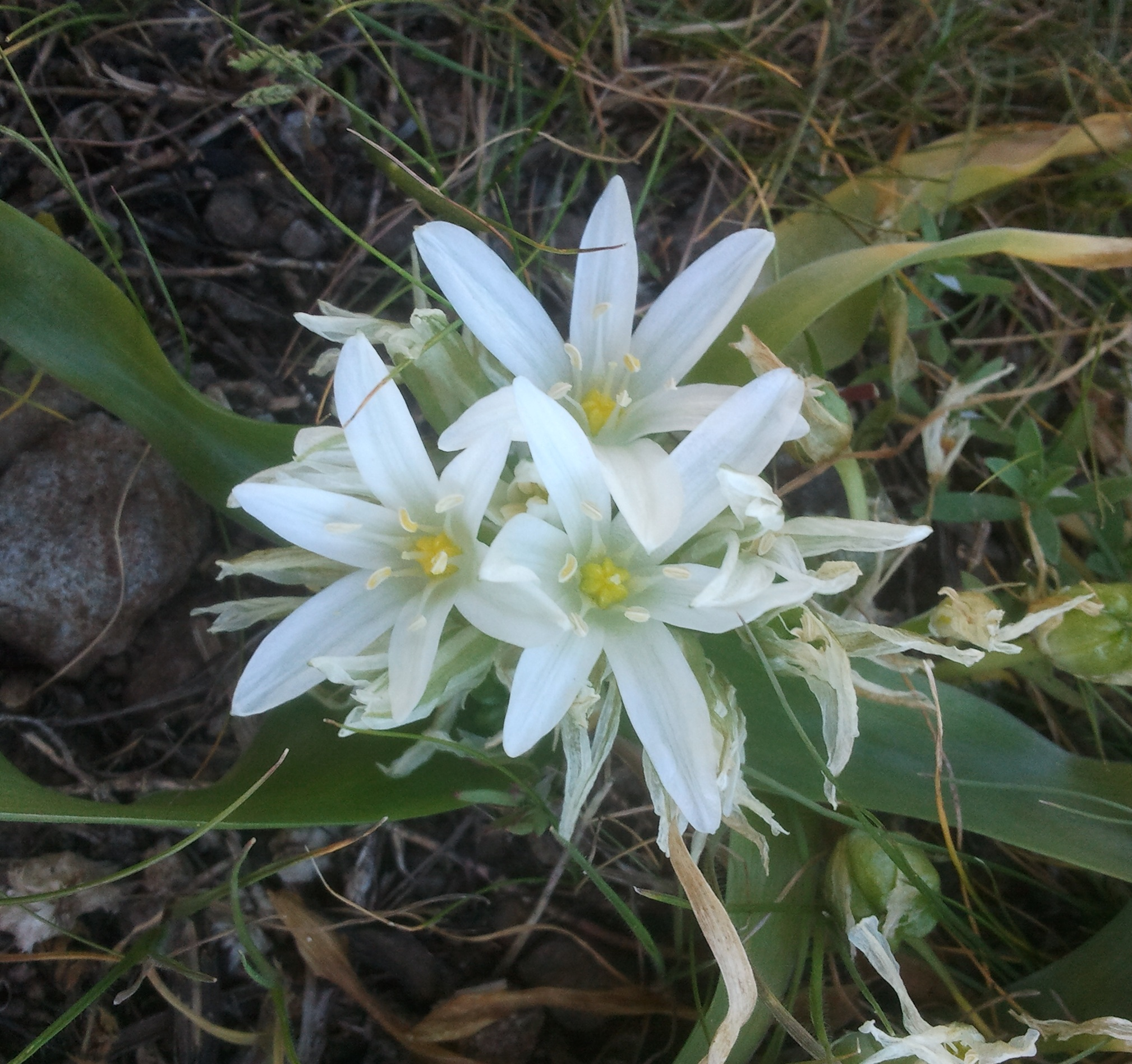